# كاي مورتنسن
كاي مورتنسن (بالإنجليزية: Kay Mortensen)‏ هو مهندس أمريكي، ولد في 6 يوليو 1939 في يوتا في الولايات المتحدة، وتوفي بنفس المكان في 16 نوفمبر 2009.